# Kjell Askildsen
Kjell Askildsen (Mandal, 30 september 1929 – Oslo, 23 september 2021) was een Noors schrijver, vooral bekend om zijn latere minimalistische verhalen.

## Biografische gegevens
Askildsen was de zoon van een lensmann (een soort van belastingontvanger) en tevens een vooraanstaand lokaal (streng christelijk) politicus. Twee oudere broers werden tijdens de Duitse bezetting van Noorwegen in de Tweede Wereldoorlog gevangen gezet in een concentratiekamp. Zelf nam hij na de oorlog deel aan de geallieerde zonebezettingen in Duitsland.
Askildsens leed een teruggetrokken leven. Zijn beperkte productie verklaarde hij ooit met te zeggen: "ik schrijf alleen als ik iets te vertellen heb."
Hij overleed in Oslo op 91-jarige leeftijd.

## Werk
Askildsens literaire debuut, de verhalenbundel Heretter følger jeg deg helt hjem (1953, Van nu af aan zal ik je naar huis begeleiden) gold direct als controversieel vanwege het met name in christelijke kringen als obsceen bestempelde karakter ervan. In de volgende romans neemt  hij vanuit een auctorieel vertellersperspectief, met veel monologen, een existentialistische houding aan, vaak met zijn eigen alledaagse leven als onderwerp. Grote erkenning, ook internationaal, kreeg hij met zijn latere korte verhalen, die zich kenmerken door een vrij unieke geconcentreerde, minimalistische stijl, direct, laconiek, zonder overbodigheden, met veel dialoog. Vaak is er sprake van onderhuidse spanningen, ongemakkelijke gezinsverhoudingen en situaties van sleur en saaiheid die door triviale gebeurtenissen merkwaardige wendingen kunnen krijgen. De personages die hij opvoert zijn meestal niet bijzonder sympathiek, vaak stuurs, misantropisch, snel beledigd en ontevreden, worstelend met hun eigen eenzaamheid die ze soms verafschuwen maar op andere momenten weer lijken te koesteren. Askildsens ironische schrijfstijl en zijn gebruik van zwarte humor voorkomen dat zijn verhalen deprimerend worden.
Askildsen won diverse literaire prijzen, waaronder de Noorse Kritiekprijs voor Literatuur en de Aschehougprijs in 1991, de Doblougprijs in 1995, de Bragenprijs in 1996, de Noorse Academie Prijs in 2004 en de Nordic Prijs in 2009.
Een selectie van Askildsens verhalen werd in 1998 onder de titel Zo ben ik niet, zo ben ik niet door Janke Klok in het Nederlands vertaald.

## Citaten
- "Vertel me nu een één ding vader. Stel nu dat ik niet je zoon was geweest, stel dat je me gewoon kende, hetzelfde van me wist als wat je nu weet, zou je je er dan op verheugd hebben om samen met mij onder jouw dak te wonen?"
- "Nog steeds kan niet zonder walging denken aan het uur van mijn bevruchting."

### Verhalenbundels
- 1953 - Heretter følger jeg deg helt hjem
- 1966 - Kulisser
- 1982 - Ingenting for ingenting
- 1983 - Thomas F's siste nedtegnelser til almenheten
- 1987 - En plutselig frigjørende tanke
- 1991 - Et stort øde landskap
- 1996 - Hundene i Tessaloniki
- 1999 - Samlede noveller
- 2005 - Alt som før

### Romans
- 1955 - Herr Leonard Leonard
- 1957 - Davids bror
- 1966 - Kulisser
- 1969 - Omgivelser
- 1974 - Kjære, kjære Oluf
- 1976 - Hverdag